# РУС-2
РУС-2 (акроним от радиоулавливатель самолётов) «Редут» — первый серийный импульсный радиолокатор в Союзе ССР.
Импульсный радиолокатор выпускался серийно с 1941 года. Самый массовый радиолокатор советского производства в годы Второй мировой войны. В 1941—1945 годах произведено 607 единиц.

## История
В связи с появлением летательных аппаратов и применением их в военных целях возникла необходимость их обнаружения и целеуказания, в особенности это касалось появившихся в ходе Итало-турецкой войны 1911 года боевых самолётов, обладавших значительно меньшими в сравнении с воздушными шарами и дирижаблями размерами и большей манёвренностью. Уже в то время для этих целей могли использоваться приборы, основанные на оптических принципах. Впоследствии появились звукоулавливатели — обнаруживающие самолёт по звуку мотора. Велись работы по нахождению аэроплана по тепловому излучению двигателя. Но существенным недостатком этих трёх видов обнаружения является зависимость от погодных условий, а для звука ещё и низкая скорость его распространения в атмосфере. Значительным преимуществом для нахождения самолёта в воздухе обладают радиоволны — минимально подверженные действию атмосферных явлений и распространяющиеся со скоростью света. Обнаружение самолётов при помощи радиоволн — радиолокация,  - стала применяться с 1930-х годов. Сама же идея радиолокации зародилась раньше. Так, ещё в 1905 году Xристиану Хюльсмейеру был выдан германский патент на устройство обнаружения судов в тумане с помощью отраженных радиоволн. Но в то время идея не нашла практического применения.
Официальным началом работ по радиолокации в Союзе ССР можно считать 1933 год, когда был заключён договор по работам над радиообнаружением самолётов между ГАУ и Центральной радиолабораторией (ЦРЛ). 3 января 1934 года в Галерном порту Ленинграда был произведён эксперимент, в котором, впервые в Союзе ССР, был обнаружен летящий самолёт по отражённым от него радиоволнам. В опыте использовался передатчик непрерывного излучения мощностью 0,2 Вт на длине волны 0,5 метра и суперрегенеративный приёмник с параболической антенной диаметром 2 метра. В прочих технологически развитых государствах активные работы по радиолокации начались примерно в те же годы.
С 1934 года, параллельно, к работам в данной области был подключён ЛЭФИ. Под Ленинградом построен испытательный полигон. В том же году в ЛЭФИ, группой под руководством инженера М. Д. Гуревича проводились опыты по импульсной радиолокации. Преимущество импульсного излучения перед непрерывным заключается в большей мощности излучения (соответственно дальности обнаружения цели), при одинаковой часовой потребляемой мощности. В опытах Гуревича были зафиксированы отражённые сигналы от местных предметов, но обнаружить самолёт не удалось; затем работы были приостановлены. В 1935 году разрабатывалась предложенная П. К. Ощепковым импульсная РЛС «Модель-2», которая также не была доведена до возможности обнаружения летательных аппаратов.
Опыты ЛФТИ 1935—1936 годов доказали возможность создания импульсного генератора, мощностью, достаточной для обнаружения самолётов на расстоянии 100 км. В 1936 году институт получает задание разработать аппаратуру для обнаружения самолётов импульсным методом. Для работы генератора высокой мощности была разработана импульсная лампа ИГ-7, ставшая прототипом ламп, выпускавшихся в СССР в годы войны для РУС-2. Первые испытания созданной установки радиообнаружения самолётов прошли в апреле - мае 1937 года, при этом дальность обнаружения самолёта составила более 10 км. На испытаниях в августе 1938 года следующая опытная установка, созданная ЛФТИ, с передатчиком на лампах ИГ-8 (анодное напряжение 15—22 кВ, мощность в импульсе 40—50 кВт) обнаруживала самолёт на дальности 50 километров. На следующий год ЛФТИ, совместно с Научно-испытательским и исследовательским институтом Красной армии (НИИИС КА) создали подвижный образец этой РЛС, размещающейся на автомобилях. Станция, получившая название «Редут», в том же году прошла полигонные испытания. Результаты показали дальность обнаружения самолёта в зависимости от высоты его полёта, от 30 км на высоте 500 м, до 95 км на высоте 7500 метров.
Осенью 1939 года «Редут» испытывали возле Севастополя в интересах ВМФ. Находясь у кромки воды, на высоте 10 м РЛС обнаруживала самолёт МБР-2, летящий на высоте 6000 м на расстоянии до 110 км, корабли при этом не обнаруживались вовсе. Станция, находящаяся на краю обрыва на высоте 160 м, обнаруживала корабли на расстоянии 20—25 км, и на 35 км — самолёты, летящие у поверхности воды. Для обнаружения кораблей с берега РЛС была признана малопригодной из-за того, что отражённые от холмов позади РЛС радиоволны засвечивали экран индикатора.
В феврале 1939 года, не дожидаясь окончания испытаний «Редута», Управление связи Красной армии внесло в Комитет Обороны при СНК предложение о разработке двух промышленных опытных образцов РЛС на основе работ ЛФТИ. Обязанность по их разработке и изготовлению легла на НИИ радиопромышленности. В апреле 1940 года два мобильных опытных образца станции «Редут» были изготовлены и летом переданы для проведения полигонных и войсковых испытаний. По результатам испытаний «Редут» приказом НКО от 26 июля 1940 года принят на вооружение под наименованием РУС-2. За работу над радиолокационной станцией сотрудники ЛФТИ Кобзарев Ю. Б., Погорелко П. А. и Чернецов Н. Я. стали лауреатами сталинской премии 2 степени за 1940 год. Позднее были созданы и производились одноантенные варианты РЛС, как автомобильный, так и стационарный — РУС-2с (Пегматит).
В апреле 1940 года НИИ радиопромышленности получил заказ на разработку корабельного варианта станции РУС-2. Изготовленная в единственном экземпляре РЛС получила наименование «Редут-К» и была установлена в 1941 году на крейсер «Молотов». Крейсер стал первым кораблем ВМФ СССР, оснащенным радиолокатором.

## Описание

### Двухантенная РУС-2
Вся аппаратура системы располагалась на трёх автомобилях: одном ЗИС-6 и двух ГАЗ-ААА. На ЗИС-6 располагалась передающая станция: генератор на лампах ИГ-8 мощностью 50 кВт с длиной волны 4 м (75 МГц) и модулятор на лампах Г-300. Фургон оператора с приёмной аппаратурой на ГАЗ-ААА при работе вращался синхронно вращению фургона передатчика на ЗИС-6. Приёмная и передающая антенны идентичны — типа «волновой канал». Обнаруженные цели оператор наблюдал на экране ЭЛТ с горизонтальной развёрткой. Шкала была отградуирована до 100 км. Цели на экране выглядели белой узкой вертикальной полосой на тёмном фоне. По характеру засветки импульса и его мерцанию определялось количество самолётов. На третьей автомашине находился электрогенератор на 40 кВт для питания всей системы. РЛС способна определять дальность до цели, азимут и её скорость. К 1943 году создаются приставки к радиолокатору, определяющие принадлежность самолёта (свой-чужой) и высоту полёта.

### РУС-2с (Пегматит)
Вместо двух антенн «Пегматит» имеет одну приёмо-передающую. Отключение приёмника от антенны во время передачи осуществлялось высокочастотным разрядником. Взамен вращения кабины оператора, как в РУС-2, здесь кабина неподвижна — вращалась лишь антенна. Ламповый передатчик был заменён тиратронным. Цели на индикаторе наблюдались в виде вертикальных пульсирующих импульсов зелёного цвета. Так как ЭЛТ на станциях была не кругового обзора, то оператор наносил данные о целях на карту под прозрачным орг. стеклом. При транспортировке РЛС размещалась на двух автоприцепах.

### РУС-2 (одноантенная)
Представляла собой аппаратуру РУС-2с, установленную на двух автомашинах.

### Редут-К
Вариант одноантенной РУС-2, с некоторыми конструктивными особенностями, по причине размещения станции на корабле. Опытный образец РЛС «Редут-К» был установлен на крейсере «Молотов».

## Производство
| Тип РЛС               | 1940 | 1941 | 1942 | 1943 | 1944 | 1945 | Всего |
| РУС-2 (двухантенная)  | 2    | 10   | -    | -    | -    | -    | 12    |
| РУС-2 (одноантенная)  | -    | 15   | 14   | 39   | 43   | 21   | 132   |
| РУС-2с (стационарная) | -    | 12   | 39   | 29   | 110  | 273  | 463   |
| Итого                 | 2    | 37   | 53   | 68   | 153  | 294  | 607   |

## Боевое применение
Впервые в боевых условиях радиолокационная станция «Редут» в двухантенном варианте, точнее её опытный образец, была использована в Советско-финскую войну (1939—1940). По инициативе директора ЛФТИ А. Ф. Иоффе её установили на Карельском перешейке в районе Перемяки. В первые месяцы Великой Отечественной войны РУС-2 находились на вооружении 72-го радиобатальона ВНОС, охранявшего Ленинград, и 337-го радиобатальона, защищавшего Москву. Также во время войны станции находились на вооружении отдельных радиовзводов ВНОС. Такой взвод являлся отдельной войсковой частью, состоял из радиолокатора с боевым расчётом и оперативно подчинялся какому-нибудь крупному подразделению ПВО или ВВС. В начале войны станции использовались только в системе ПВО, но по мере насыщения ими войск и улучшения характеристик (за счёт приставок, определяющих высоту и принадлежность) они стали поступать и в части ВВС и АДД в качестве станций наводки самолётов.
Под Ленинградом в июле 1941 года работало 3 станции «Редут», располагавшиеся в Токсово, Агалатово и около города Нарва. В связи с августовским наступлением немцев на Ленинград станцию из-под Нарвы перевели в район Лужской губы, а затем в деревню Большая Ижора на берегу Финского залива в 10 км от Кронштадта. 21 сентября одна из РУС-2 заранее оповестила войска ПВО о массированном авианалёте германской авиации на корабли и объекты в Кронштадтской ВМБ. Вследствие чего зенитчики смогли подготовиться к его отражению. Зимой 1941/42 года на защите Ленинграда находилось восемь «Редутов». С 1941 по 1945 год 72-м радиобатальоном обнаружено и проведено 115 586 воздушных целей из 237 249 самолётов, операторами передано более миллиона донесений. За 1942 год РУС-2 Ладожского дивизионного района ПВО зарегистрировали около 20 000 пролётов самолётов неприятеля и сообщили о 38 массированных налётах на охраняемые объекты.
В середине июля 1941 года комплекс РУС-2 был развернут вблизи Москвы. На 15 августа 1941 года в 337-м радиобатальоне, оборонявшем столицу СССР, находилось девять таких станций, располагавшихся в Клину, Можайске, Калуге, Туле, Рязани, Мытищах, Владимире, Ярославле и Кашине. Около 22 часов 21 июля одна из РЛС обнаружила ночной налёт 200 бомбардировщиков на расстоянии около 100 км. Это был первый налёт на Москву. В начале 1942 года на обороне Москвы находилось десять РЛС (7 РУС-2 и 3 английских МРУ-105), находившиеся в Калуге, Малоярославце, Можайске, Мытищах, Клину, Павшине, Серпухове, Кубинке, Внукове и Химках. В 1942—1944 годах в должности начальника РЛС 337-го радиобатальона служил будущий создатель системы советской противоракетной обороны Г. В. Кисунько.
В мае 1942 года комплекс РУС-2 поступил на вооружение горьковского корпусного района ПВО. 30 июня по приказу командования ПВО ЧФ в связи с эвакуацией были уничтожены (сброшены в море у мыса Фиолент) два РУС-2.
Опытный образец РЛС «Редут-К» был установлен на крейсере «Молотов». В начале войны корабль нёс службу в районе Севастополя. Спустя несколько дней после начала боевых действий крейсер был связан напрямую со штабом флота и командным пунктом ПВО Севастополя, что позволило оперативно передавать командованию флота данные РЛС о воздушной обстановке. С августа 1942 года и по конец 1943-го, в связи с повреждением «Молотова» РЛС работала в Поти в качестве берегового поста наблюдения. С 1 июля 1941 по 18 декабря 1943 года «Редут-К» за 1269 включений обнаружил 9383 самолёта. Командир отряда лёгких сил Черноморского флота Басистый Н. Е. в своих воспоминаниях упоминает «Редут-К»:
Но несмотря на известное несовершенство, «Редут-К» принёс немалую пользу флоту. Крейсер «Молотов» не раз заблаговременно оповещал корабли в Севастополе и других базах о приближении самолётов противника. Мы не зря гордились этой технической новинкой.

## Сравнение с зарубежными РЛС
В таблице представлены сравнительные данные только радиолокаторов дальнего обнаружения.
| Характеристики               | РУС-2с | MRV (Англия) | SCR-270 (США) | Фрейя F-L (Германия) | Вассерман-М (Германия) | Ягдшлосс-А (Германия) |
| Дальность обнаружения, км    | 150    | 100          | 200           | 200                  | 300                    | 100                   |
| Время развёртывания, ч       | 8      | 60           | 40            | 48                   | -                      | -                     |
| Длина волны, м               | 4      | 7            | 2,7           | 2,4                  | 1,9-4                  | 1,2-2,9               |
| Мощность импульса, кВт       | 70—120 | 200          | 100—300       | 25                   | 80—150                 | 150                   |
| Точность по дальности, км    | 1,5    | -            | 7             | 1                    | 1                      | -                     |
| Точность по азимуту, градусы | 3      | -            | 4             | 0,5                  | 0,25                   | -                     |

## Памятники

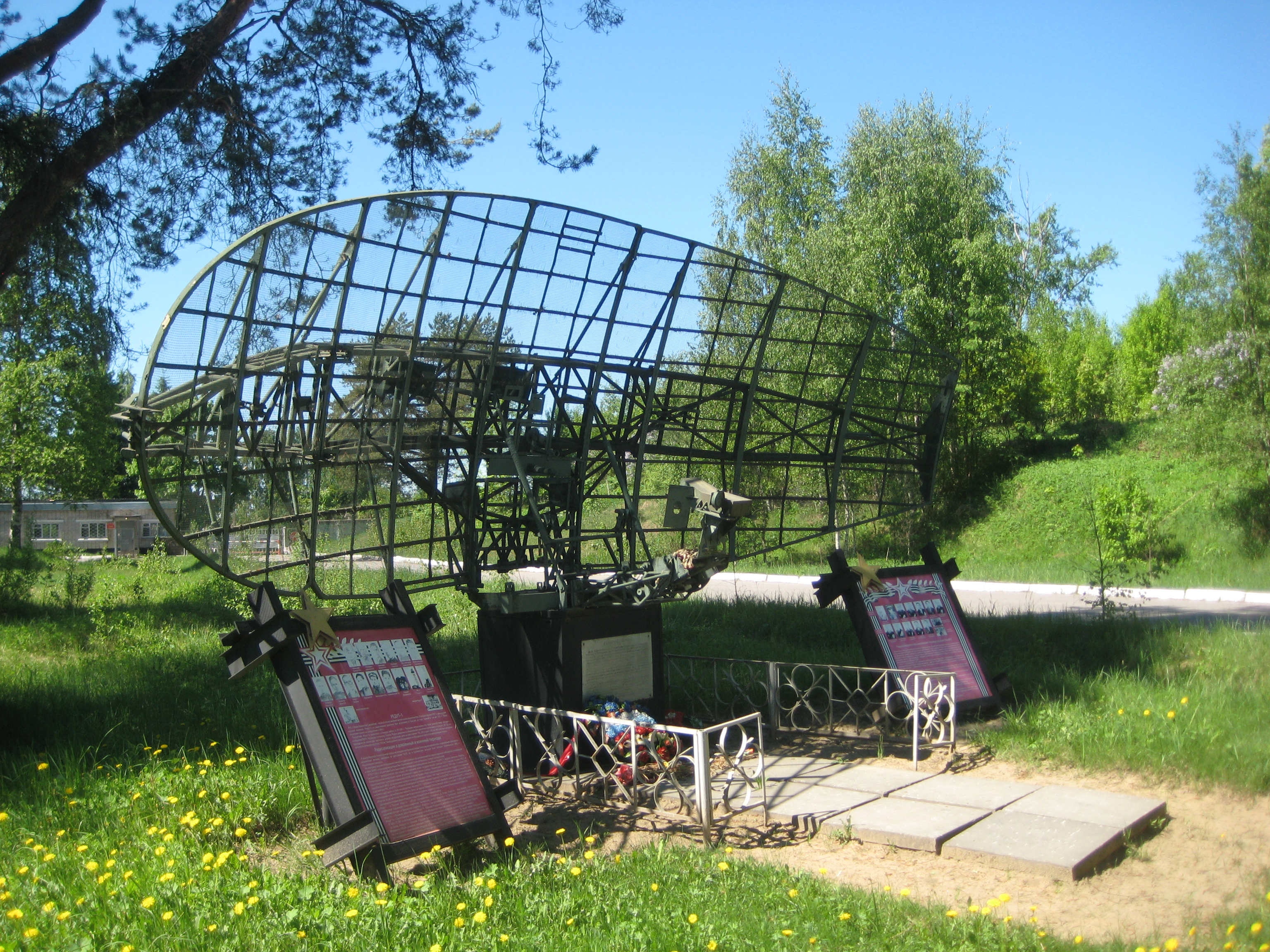
Памятник в Токсово

- В память о погибших при бомбардировке под Можайском в марте 1942 года бойцах расчёта одного из радиолокаторов РУС-2, защищавших Москву, в Можайске, в 1996 году был установлен памятник погибшим воинам-радиолокаторщикам[17][26].
- Памятник в Токсово, на месте расположения одной из первых опытных установок «Редут-1», вошедшей в строй в марте 1940 года и проработавшей всю Великую Отечественную войну[27].